# Fiscalía General de la República (El Salvador)
La Fiscalía General de la República de El Salvador es el organismo que posee, de acuerdo a su ley orgánica, las competencias de «defender los intereses del Estado y de la sociedad; dirigir la investigación de los hechos punibles y los que determinen la participación punible; promover y ejercer en forma exclusiva la acción penal pública, de conformidad con la ley; y desempeñar todas las demás atribuciones que el ordenamiento jurídico les asigne a ella y/o a su titular».

## Historia
La Fiscalía General de la República de El Salvador tiene sus raíces en la Constitución de 1950, que estableció la creación del Ministerio Público, conformado por la Fiscalía General de la República y la Procuraduría General de Pobres. Esta constitución definió las responsabilidades de ambas instituciones, otorgando a la Fiscalía la tarea de defender los intereses del Estado y la sociedad, presentar denuncias y acusaciones ante la Asamblea Legislativa o la Corte Suprema de Justicia contra funcionarios involucrados en delitos, así como actuar en todos los procesos penales que se inicien de oficio, representar al Estado en juicios y contratos según lo determine la ley, y proteger los intereses fiscales.
Estas facultades y responsabilidades constitucionales llevaron, en 1952, a la promulgación de la primera Ley Orgánica del Ministerio Público, dando así origen oficial a la Fiscalía General de la República y estableciendo su estructura organizativa, distribución y personal.
La Constitución de 1983, aprobada por la Asamblea Nacional Constituyente, definió en su artículo 191 que el Ministerio Público estaría compuesto por el Fiscal General de la República, el Procurador General de la República y el Procurador para la Defensa de los Derechos Humanos. Estos funcionarios serían elegidos por la Asamblea Legislativa mediante una mayoría calificada de dos tercios de los diputados electos, es decir, 56 votos. Su mandato sería de tres años y podrían ser reelegidos, solo pudiendo ser destituidos por causas legales con el voto de dos tercios de los diputados electos.

## Proceso de elección

### Requisitos
El perfil para ser Fiscal General en El Salvador es poco exigente. Actualmente, el Art 192 de la Constitución establece que para ser Fiscal General se requieren las mismas cualidades que para ser magistrado de Cámara de Segunda Instancia, que el Art. 177 describe de la siguiente manera:
- Ser salvadoreño
- Del estado seglar
- Mayor de 35 años
- Abogado de la República
- De moralidad y competencia notorias
- Haber servido una Judicatura de Primera Instancia durante seis años o haber obtenido la autorización para ejercer la profesión de abogado por lo menos ocho años antes de su elección
- Estar en el goce de los derechos ciudadanos y haberlo estado en los seis años anteriores al desempeño de su cargo.

### Proceso
El cargo de Fiscal General de la República en El Salvador se considera de "segundo grado" según la Constitución, lo que significa que su designación corresponde a la Asamblea Legislativa. Según el texto constitucional (Art. 131 inciso 19), estos funcionarios deben ser elegidos "por votación nominal y pública" y por "mayoría calificada de los dos tercios de los diputados electos". Sin embargo, no hay disposiciones específicas en la Constitución sobre el procedimiento para la elección del Fiscal General.
La Ley Orgánica de la Fiscalía General de la República, aprobada por Decreto Legislativo 1037, tampoco aborda las disposiciones constitucionales sobre la selección y nombramiento del titular de esta institución de justicia. En este contexto, el único documento normativo aplicable es el Reglamento Interior de la Asamblea Legislativa (Arts. 98 a 101), aprobado por Decreto 756 del 28 de julio de 2005. Este reglamento podría establecer el procedimiento específico para la elección del Fiscal General de la República.
La regulación del procedimiento para la elección de funcionarios de "segundo grado" en la Asamblea Legislativa es bastante general y concisa, abordando aspectos como los tipos de procedimientos posibles, las atribuciones de la Comisión Política, la conformación de una Subcomisión para verificar los requisitos del funcionario a elegir, y el proceso para la elección de un funcionario sustituto en caso de que el titular no pueda completar su mandato.
Según el Reglamento Interior, en todos los casos de elección de funcionarios de segundo grado, se debe llevar a cabo un proceso previo de postulación y evaluación. Sin embargo, dado que la elección del Fiscal General no involucra la intervención de ningún otro poder u organismo del estado más que la Asamblea Legislativa, esta última, a través de su Comisión Política (o una Subcomisión ad hoc si es necesario), es la encargada de convocar, evaluar y nombrar a este alto funcionario.
La Comisión Política es una de las comisiones permanentes de la Asamblea Legislativa, compuesta por diputados propietarios y cuyo número de miembros se determina en función de la proporcionalidad de la composición de la Asamblea. Esta comisión adopta sus dictámenes por mayoría de sus miembros, incluyendo en ellos los argumentos y razones que respaldan su decisión.
Sin embargo, la forma en que se llevará a cabo la evaluación no está detallada en ninguna norma jurídica. Aspectos como el perfil requerido, los documentos solicitados a los candidatos, los criterios de evaluación y la tabla de puntuación a utilizar no están previstos de antemano en una norma vinculante para la Comisión Política. En la práctica, en cada nuevo proceso de selección, la Comisión aprueba las reglas que regirán su actuación, y estas reglas no se aprueban antes de la convocatoria pública, sino después. Por lo tanto, los candidatos no pueden anticipar los criterios de evaluación ni cómo serán comparados entre sí.
Es cierto que la falta de claridad en las reglas jurídicas aplicables puede desalentar la postulación de candidatos calificados. Además, la amplia discrecionalidad de la Comisión Política para establecer estas reglas puede resultar problemática, ya que podría llevar a la imposición de reglas por parte de una fuerza política dominante o a acuerdos negociados entre diversas fuerzas políticas. Esto es especialmente arriesgado en la elección de un cargo único, ya que en lugar de buscar que los candidatos se adapten a criterios preestablecidos, se podrían establecer reglas para favorecer ciertos tipos de candidaturas o incluso personas específicas. Por lo tanto, es fundamental que exista un marco normativo más detallado, al menos dentro del propio texto del Reglamento Interior.
El lenguaje utilizado en el Reglamento Interior parece limitar la tarea de evaluación a la mera comprobación de requisitos constitucionales y legales. Sin embargo, la evaluación requiere mucho más que simplemente verificar ciertas condiciones mínimas; implica buscar e identificar el mérito, así como investigar los antecedentes de los candidatos mediante herramientas previstas para ello. Según el Reglamento Interior, la Comisión Política puede llevar a cabo esta evaluación "por cualquier medio a su alcance", lo que implica que tiene la facultad de requerir cualquier información necesaria a las dependencias públicas o privadas para analizar las hojas de vida y verificar los antecedentes de los candidatos.
Además, aunque la entrevista personal es facultativa según la normativa, en caso de realizarse, debe ser pública. Sin embargo, este punto podría entrar en conflicto con los estándares internacionales, que exigen la realización de entrevistas públicas en todos los casos. Para algunos analistas es preocupante que el Reglamento Interior no establezca parámetros objetivos para llevar a cabo la "depuración" de la lista de candidatos, más allá de la búsqueda del consenso. Esto deja margen para que la Comisión Política pueda eliminar de la lista corta a candidatos altamente calificados si considera que esto favorecerá el consenso entre las fuerzas políticas representadas en la Asamblea.
Además, el Reglamento permite que todas las acciones anteriores, como la verificación del cumplimiento de requisitos constitucionales y legales, las entrevistas personales a los aspirantes y la depuración de la lista, sean realizadas por una Subcomisión. La única exigencia es que su mandato esté claramente delimitado y que presente un informe a la Comisión Política al finalizar sus actividades. Posteriormente, la Comisión Política debe sustentar su dictamen ante el Pleno de la Asamblea, que finalmente elegirá a la persona que ocupará el cargo de Fiscal General durante los siguientes tres años.
Esta falta de claridad y objetividad en el proceso de selección del Fiscal General podría conducir a decisiones subjetivas y políticamente influenciadas, en lugar de basarse en criterios de mérito y competencia. Esto podría tener un impacto negativo en la calidad y la legitimidad de la institución de la Fiscalía General de la República. Sería importante revisar y mejorar el Reglamento Interior para garantizar un proceso de selección transparente, imparcial y basado en el mérito.

## Atribuciones
La Fiscalía es una entidad independiente de los demás órganos del Estado, aunque colabora con ellos en el cumplimiento de las funciones públicas. Su actuación se rige estrictamente por la Constitución, los tratados internacionales y las leyes, siguiendo los principios fundamentales de legalidad, imparcialidad y unidad de acción.
El Fiscal General de la República es la máxima autoridad de la institución y su representante legal, quien es nombrado por la Asamblea Legislativa de El Salvador para desempeñar un período de tres años con posibilidad de ser reelegido. Estas disposiciones emanan de la Constitución de la República. Cuenta con la colaboración directa del Fiscal General Adjunto, el Auditor Fiscal y el Secretario General, todos ellos designados por él.
Según el artículo 193 de la Constitución, se le asignan a la Fiscalía General de la República tres atribuciones fundamentales para el Estado de Derecho en El Salvador:
1. El monopolio de la investigación del delito.
2. La defensa de la legalidad y de los intereses del Estado y la sociedad.
3. El ejercicio de la acción penal en los delitos de acción penal pública y de acción penal pública previa instancia particular.

De una manera más ampliada, el artículo 193 de la Constitución, corresponde al Fiscal General de la República:
- Defender los intereses del Estado y de la Sociedad.
- Promover de oficio o a petición de parte la acción de la justicia en defensa de la legalidad.
- Dirigir la investigación del delito con la colaboración de la Policía Nacional Civil, y en particular de los hechos criminales que han de someterse a la jurisdicción penal.
- Promover la acción penal de oficio o a petición de parte.
- Defender los intereses fiscales y representar al Estado en toda clase de juicios y en los contratos sobre adquisición de bienes inmuebles en general y de los inmuebles sujetos a licitación, y los demás que determine la ley.
- Promover el enjuiciamiento y castigo de los indiciados por delitos de atentados contra las autoridades y desacato.

- Nombrar comisiones especiales para el cumplimiento de sus funciones.
- Nombrar, remover, conceder licencias y aceptar renuncias a los fiscales de la Corte Suprema de Justicia, de las Cámaras de Segunda Instancia, de los Tribunales Militares y de los tribunales que conocen en primera instancia, y a los Fiscales de Hacienda. Iguales atribuciones ejercerá respecto de los demás funcionarios y empleados de su dependencia.
- Velar por que, en las concesiones de cualquier clase otorgadas por el Estado, se cumpla con los requisitos, condiciones y finalidades establecidas en las mismas y ejercer al respecto las acciones correspondientes.
- Ejercer las demás atribuciones que establezca la ley.